# Viola Brand
Viola Brand (* 28. Juni 1994 in Backnang) ist eine deutsche Kunstradfahrerin. Sie gewann die nationale und europäische Meisterschaft jeweils doppelt sowie die Silbermedaille der UCI-Hallenradsport-Weltmeisterschaften.

## Professionelle Karriere

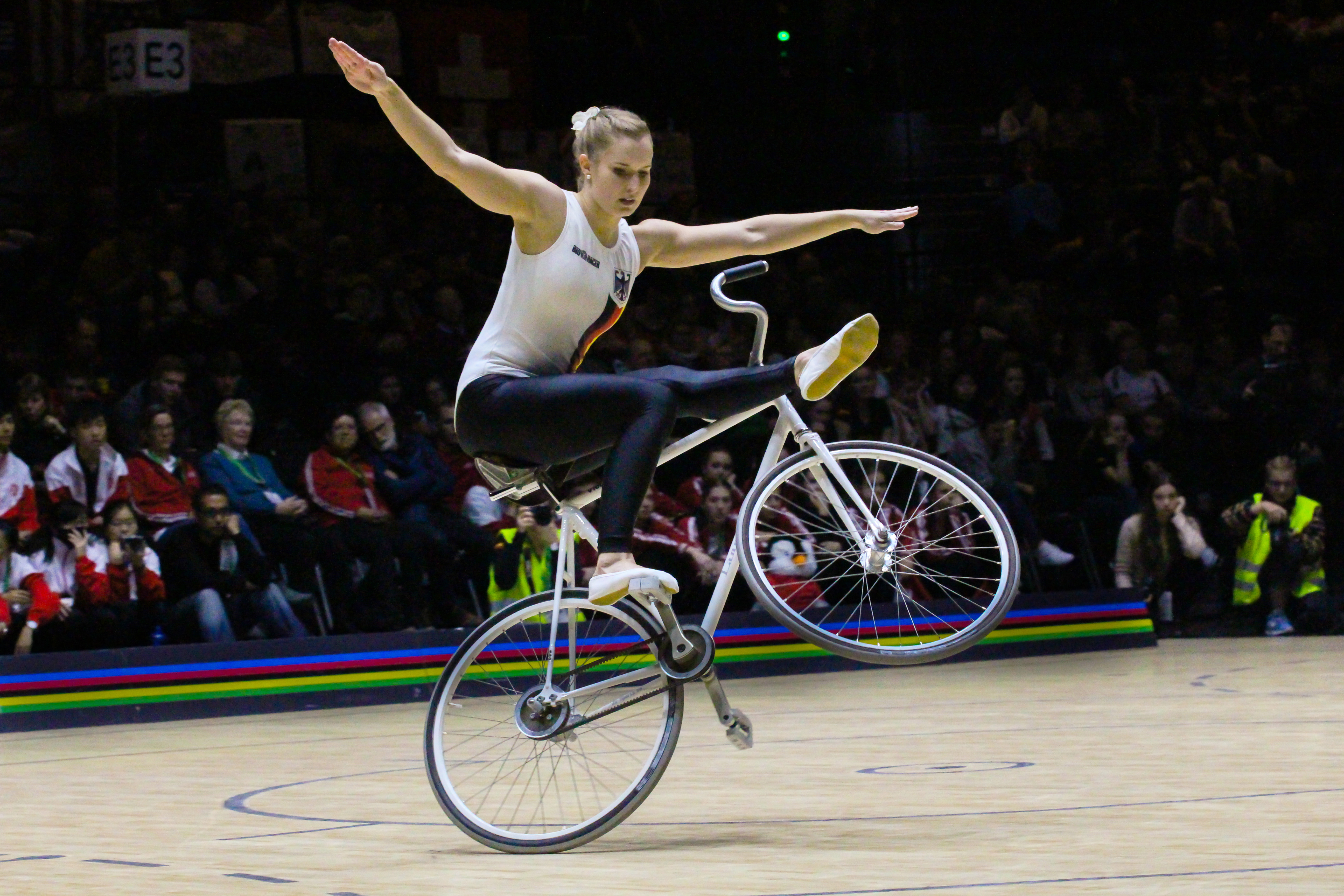
Brand bei den Weltmeisterschaften in Basel 2019

Viola Brands Sportverein ist der RSV Unterweissach (bei Weissach im Tal).
Im Alter von 15 stieß sie zur deutschen Nationalmannschaft, im Jahr 2012 gewann sie die europäische Meisterschaft der Junioren.
2011 gelang ihr ein Weltrekord bei der europäischen Meisterschaft der Junioren in ihrer Altersgruppe, und ein weiterer Weltrekord 2018 während der europäischen Meisterschaften. Ihre persönliche Bestleistung waren 194,71 Punkte 2019 bei den German Masters.
Brand verbrachte viele Jahre, ihre Choreografien zu perfektionieren und neue Stunts zu lernen. Nach sieben Jahren Training konnte sie schließlich den Handstand auf dem Fahrradlenker, die Übung, auf die Brand am meisten stolz ist. Im Juni 2019 gelang ihr der „Maute-Sprung“ das erste Mal (benannt nach Nationaltrainer Dieter Maute), den Sprung vom Fahrradsattel zum -lenker.
Brand nahm an insgesamt fünf Weltmeisterschaften teil, verpasste allerdings die Qualifikation für 2018 laut Nationaltrainer Dieter Maute aufgrund eines „zu harten“ Wettbewerbs. Da jede Nation nur zwei Teilnehmerinnen entsenden konnte, sei laut Brand „die Qualifikation viel schwerer als eine Medaille bei den Weltmeisterschaften zu gewinnen“.
Brand benutzt einen speziellen Zahnriemenantrieb, ihr Leitspruch „Du musst den Kampf mehr lieben als den Sieg“, ist dort auf dem Zahnriemen eingraviert.
Ihr letzter offizieller Wettbewerb waren die Weltmeisterschaften in Basel 2019, wo sie die Silbermedaille gewann, insgesamt ihre dritte Vizemeisterschaft. Im Februar 2020 verkündete sie ihren Rückzug aus dem professionellen Kunstradsport, fährt aber weiterhin auf Messen oder um ihren Sport weiter bekannt zu machen. Brand hofft, dass das Kunstradfahren in der Zukunft Teil der olympischen Sportarten wird.

## Privatleben
Brand wurde in Backnang geboren, einer Kleinstadt nordöstlich von Stuttgart. Bereits im Alter von fünf Jahren versuchte sie, auf das Trainingsfahrrad zu steigen, damals noch zu klein, um die Pedale zu erreichen. Ihr älterer Bruder beherrschte das Kunstradfahren bereits vor ihr, zu Beginn wurden die Geschwister von der gemeinsamen Mutter trainiert. Mit sechs Jahren begann sie das offizielle Training im Kunstradfahren.
Brand studiert Ernährungsmedizin an der Universität Hohenheim, Stuttgart. Seit Februar 2021 schreibt sie an ihrem Master.

## Statistiken

### Persönliche Bestleistungen
Eine Übersicht zu Brands Bestleistungen laut dem Dachverband nationaler Radsport-Verbände (Union Cycliste Internationale) und dem Bund Deutscher Radfahrer (BDR):
| Kunstradfahren – Einzel Frauen | Kunstradfahren – Einzel Frauen      | Kunstradfahren – Einzel Frauen | Kunstradfahren – Einzel Frauen | Kunstradfahren – Einzel Frauen | Kunstradfahren – Einzel Frauen |
| Wettbewerb                     | Stadt                               | Datum                          | Ergebnis                       | Rang                           | Referenzen                     |
| ------------------------------ | ----------------------------------- | ------------------------------ | ------------------------------ | ------------------------------ | ------------------------------ |
| German Masters 1               | Lemgo ( Deutschland)                | 6. September 2014              | 173,78                         | 2.                             | [ 21 ] [ 22 ]                  |
| German Masters 2               | Klein-Winternheim ( Deutschland)    | 20. September 2014             | 172,80                         | 2.                             | [ 23 ] [ 24 ]                  |
| Deutsche Meisterschaften       | Denkendorf ( Deutschland)           | 18. Oktober 2014               | 175,30                         | 2.                             | [ 25 ] [ 26 ]                  |
| German Masters 1               | Bruckmühl ( Deutschland)            | 5. September 2015              | 175,98                         | 1.                             | [ 27 ] [ 28 ]                  |
| German Masters 3               | Mörfelden-Walldorf ( Deutschland)   | 3. Oktober 2015                | 179,99                         | 2.                             | [ 29 ] [ 30 ]                  |
| Deutsche Meisterschaft         | Lübbecke ( Deutschland)             | 16. Oktober 2015               | 173,06                         | 2.                             | [ 31 ] [ 32 ]                  |
| 3-Nations Cup                  | Koblach ( Österreich)               | 7. November 2015               | 180,41                         | 1.                             | [ 33 ]                         |
| German Masters 1               | Oberschleißheim ( Deutschland)      | 10. September 2016             | 171,60                         | 2.                             | [ 34 ] [ 35 ]                  |
| German Masters 3               | Biberach an der Riss ( Deutschland) | 8. Oktober 2016                | 182,75                         | 1.                             | [ 36 ] [ 37 ]                  |
| Weltmeisterschaft              | Stuttgart ( Deutschland)            | 2. Dezember 2016               | 173,75                         | 2.                             | [ 38 ]                         |
| German Masters 1               | Weil im Schönbuch ( Deutschland)    | 9. September 2017              | 169,31                         | 3.                             | [ 39 ] [ 40 ]                  |
| German Masters 2               | Öhringen ( Deutschland)             | 23. September 2017             | 184,80                         | 2.                             | [ 41 ] [ 42 ]                  |
| German Masters 3               | Gutach ( Deutschland)               | 7. Oktober 2017                | 185,28                         | 2.                             | [ 43 ] [ 44 ]                  |
| Deutsche Meisterschaft         | Hamburg ( Deutschland)              | 20. Oktober 2017               | 183,94                         | 1.                             | [ 45 ]                         |
| Weltweite Meisterschaften      | Dornbirn ( Österreich)              | 24. November 2017              | 183,29                         | 2.                             | [ 46 ]                         |
| Weltmeisterschaft              | Prag ( Tschechien)                  | 10. Februar 2018               | 176,04                         | 3.                             | [ 47 ]                         |
| Europäische Meisterschaften    | Wiesbaden ( Deutschland)            | 1. Juni 2018                   | 186,58                         | 1.                             | [ 48 ] [ 6 ]                   |
| Weltmeisterschaften            | Heerlen ( Niederlande)              | 30. Juni 2018                  | 162,36                         | 3.                             | [ 49 ]                         |
| Weltmeisterschaften            | Hongkong ( Volksrepublik China)     | 12. August 2018                | 175,93                         | 1.                             | [ 50 ]                         |
| Deutsche Meisterschaften       | Neresheim ( Deutschland)            | 19. Oktober 2018               | 180,66                         | 2.                             | [ 51 ]                         |
| Weltmeisterschaft              | Bokod ( Ungarn)                     | 10. August 2019                | 180,69                         | 1.                             | [ 52 ]                         |
| German Masters 2               | Biberach an der Riss ( Deutschland) | 21. September 2019             | 193,39                         | 1.                             | [ 53 ] [ 54 ]                  |
| German Masters 3               | Weil im Schönbuch ( Deutschland)    | 5. Oktober 2019                | 181,97                         | 1.                             | [ 55 ] [ 56 ]                  |
| Deutsche Meisterschaften       | Moers ( Deutschland)                | 18. Oktober 2019               | 183,00                         | 2.                             | [ 57 ]                         |
| 3-Nations Cup                  | Baar ( Schweiz)                     | 23. November 2019              | 192,09                         | 1.                             | [ 58 ]                         |
| Weltmeisterschaft              | Erlenbach ( Deutschland)            | 30. November 2019              | 181,8                          | 1.                             | [ 59 ]                         |
| Weltweite Meisterschaften      | Basel ( Schweiz)                    | 6. Dezember 2019               | 185,14                         | 2.                             | [ 60 ]                         |

## Weitere Aktivitäten

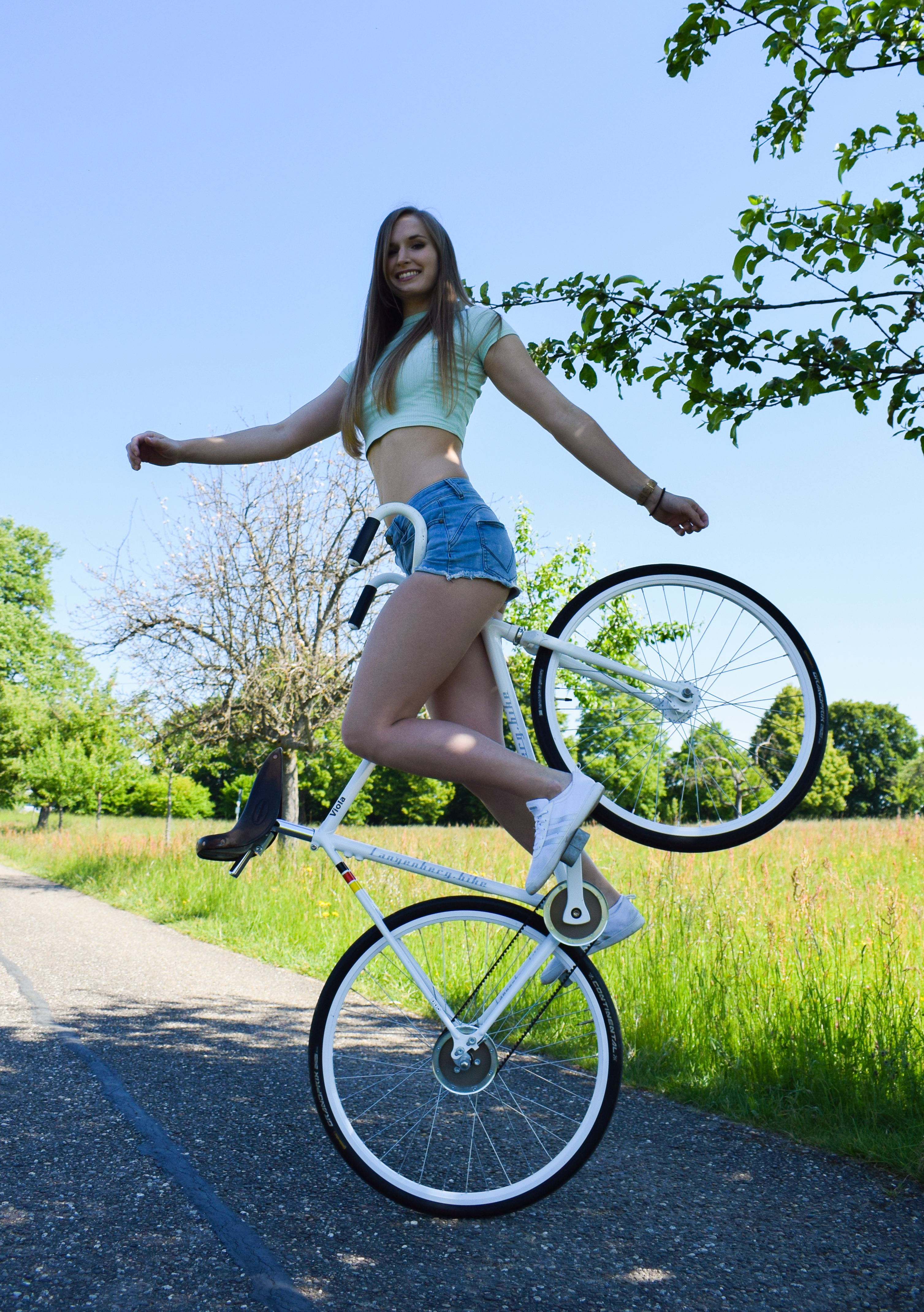
Brand mit einem ihrer Stunts im Freien (2020)

2017 startete Brand auf Vorschlag einer Freundin ihren Account auf der Social-Media-Plattform Instagram, im Juli 2018 folgten ihr bereits 100.000 Menschen, ab Anfang 2021 400.000. Ihr Kanal stieß auf Interesse bei der Belegschaft der US-amerikanischen TV-Sendung The Ellen DeGeneres Show, die Brand regelmäßig nutzte, um ihre Englischkenntnisse zu verbessern. Im Februar 2020 war sie schließlich offizieller Gast in der Sendung. 2018 nahm sie in der TV-Sendung Das Supertalent teil, scheiterte aber daran, das Finale zu erreichen. 2019 tourte sie zusammen mit der Schau Feuerwerk der Turnkunst durch 22 deutsche Städte, ihre außerordentliche Leistung hier wurde dabei hervorgehoben.
Nach ihrem Rückzug aus dem professionellen Kunstradsport im Februar 2020 verkündete Brand, sie wolle sich fortan auf ihre Auftritte in Shows und in den sozialen Medien konzentrieren.
Im Frühjahr 2021 unterschrieb sie einen Vertrag mit der US-Basketballmannschaft Golden State Warriors, um während den Halbzeitpausen aufzutreten; zuerst rein virtuell wegen des Ausbruchs der COVID-19-Pandemie, ab Frühjahr 2022 schließlich live während mehrerer NBA-Halbzeitshows. Im Juli 2021 berichtete die Stuttgarter Zeitung über eine Unterwasserfotografie-Performance mit Brand und ihrem Kunstrad. Im Mai 2022 war sie Teil eines Videos des schottischen Trial-Profis Danny MacAskill.